# San Francisco de Mbiaza
San Francisco de Mbiaza (que significa "La Salida" en idioma guaraní), también llamada San Francisco de Ybiazá o San Francisco de La Vera fue una villa colonial española de efímera existencia ubicada en las costas sudamericanas del océano Atlántico hacia las coordenadas 26°14′34″S 48°38′16″O / -26.24278, -48.63778.

## Historia
En diciembre de 1515 Juan Díaz de Solís arribó a la bahía llamada de Babitonga por los nativos del lugar, llamados carijós o carriyos, y denominó al principal puerto de esta con el nombre de San Francisco en homenaje a Francisco Javier. Algunos años más tarde, los remanentes de la malograda expedición de Juan de Sanabria, enviada por Carlos I de España para poblar las tierras del Río de la Plata, viéndose amenazados por una tempestad desembarcaron del bergantín llamado La Concepción, en el sitio que Juan Díaz de Solís había denominado San Francisco, permaneciendo entre los años 1553 y 1555. En tierra firme, con la ayuda de los nativos de la etnia cariyo, iniciaron los españoles la construcción de una pequeña capilla donde colocaron la imagen de Nuestra Señora de la Gracia conforme a la promesa hecha durante la tempestad que enfrentaron durante el viaje. Alrededor de la capilla se establecieron ocho casas o chozas hechas en gran parte con hojas y troncos de palmeras recubiertas de barro. 
Fue en esa época que nació en San Francisco de Mbiaza Fernando Trejo y Sanabria, hijo del jefe de la expedición y de María de Sanabria. Fernando de Trejo y Sanabria luego sería obispo del Tucumán y fundador de la Universidad de Córdoba (Argentina). En 1555 la pequeña e incipiente población fue atacada por piratas franceses, lo que obligó a que la mayoría de los pobladores buscaran refugio en Asunción (Paraguay), llegando en 1556 y para lo cual Diego de Sanabria siguió la ruta que Álvar Núñez Cabeza de Vaca recorrió en 1541. Los pocos españoles que permanecieron en San Francisco de Mbiaza se mezclaron con las indígenas de la zona lo que dio origen a la etnia mixogénica que fue llamada de los guayanas, que fue predominante entre los siglos XVII y XVIII en el este de Guayrá (actual estado de Paraná) y La Vera o Mbiazá (actual estado de Santa Catarina).
No queda aún claro si esta población llevaba solo el nombre de San Francisco o si (como era costumbre en la época) también el de la región que era llamada Mbiaza o Mbiazá por los pobladores de habla guaraní, aunque en algunas partes aparece escrito Ybiazá (quizás la Y sea una deformación gráfica de la M) y, por su situación costera también denominada La Vera. Este último nombre fue puesto por Álvar Núñez Cabeza de Vaca, quien el 28 de noviembre de 1541 denominó a la región provincia de Vera, en honor a su apellido paterno.
En las proximidades de esta antigua población hispana se ha desarrollado la hoy brasileña ciudad de São Francisco do Sul, en el extremo noreste del estado de Santa Catarina, cerca del límite con el estado de Paraná.